# 彭德罗
彭德罗（库尔德语： پێندرۆ，Pêndro）是位于伊拉克库尔德斯坦埃尔比勒省的库尔德村，靠近土耳其边境，位于巴尔赞北部约15-18公里处，人口超过2540人.